# العقل أولا (كتاب)
العقل أولا (بالإنجليزية: Head First)‏ كتاب للمؤلف توني بوزان، يعد المؤلف الأكثر رواجًا والذي حققت مؤلفاته أعلى المبيعات، ويُعتبَر هذا الكتاب كتابًا ثوريًا، يرتكز على أحدث بحث تمّ إجراؤه على المخ والجسد وهذا البحث قد كشف أنّ لديك أكثر من حاصل ذكاء واحد.
كما أن الكتاب يوضح أن لكل شخص أكثر من عشرة أنواع للذكاء تتضمن على سبيل المثال وليس الحصر الذكاء الإبداعي والذكاء الانفعالي.